# Marcus Claudius Marcellus (consul en -196)
Pour les articles homonymes, voir Marcus Claudius Marcellus.
Marcus Claudius Marcellus était un homme politique de la République romaine. Il était le fils du consul et du célèbre général Marcus Claudius Marcellus, tué en 208 av. J.-C., et le père de Marcus Claudius Marcellus.

## Biographie
Selon Tite-Live, il convainquit le Sénat de la culpabilité d'un collègue de son père accusé d'avances sexuelles alors qu'il était encore un enfant (à l'âge de 7 ou 13 ans, vers 226 av. J.-C.). Son père en compensation reçoit une somme d'argent, qu'il a consacré à un temple.
Il a sans doute combattu durant la deuxième guerre punique, accompagnant probablement son père dans diverses campagnes militaires, y compris la campagne contre Syracuse.
En 208 av. J.-C., il est tribun militaire sous l'autorité de son père, quand celui-ci meurt dans un guet-apens, lui-même est grièvement blessé. Le corps de son père lui sera rendu plus tard par Hannibal Barca.
En 204 av. J.-C., il est tribun de la plèbe, désigné pour mener une commission (comprenant Caton l'Ancien) pour étudier les faits contre Scipion l'Africain.
En 200 av. J.-C., il est édile curule avec pour collègue Sextus Aelius Paetus Catus. Ils ont alors tous deux pour mission de ramener d'Afrique du blé, distribué à prix réduit aux citoyens romains.
En 196 av. J.-C., il est consul. Durant son consulat, il mène une campagne en Cisalpine. Les Boïens de Corolamos attaquent son camp par surprise et lui infligent de lourdes pertes. Mais ensuite il remporte une victoire près de Côme sur les Insubres, qui se soumettent. Ensuite, rejoint par son collègue Lucius Furius Purpureo, il ravage le territoire des Boïens. À l'issue de la campagne, il célèbre un triomphe de Galleis Insubribus (« sur les Gaulois Insubres »). Après son consulat, Marcus Claudius remplace Gaius Sempronius Tuditanus, qui vient de décéder en Hispanie, où il assumait également une préture, au poste de pontife.
En 189 av. J.-C., il est censeur.